# FC Twente in het seizoen 2014/15 (mannen)
Het seizoen 2014/2015 was het 50e jaar in het bestaan van de Enschedese voetbalclub FC Twente. Het eerste elftal van de club kwam dit seizoen uit in de Eredivisie en nam deel aan het toernooi om de KNVB beker. Met een derde plaats in het voorgaande seizoen had de ploeg zich geplaatst voor de UEFA Europa League 2014/15. De club kreeg tot tweemaal toe een mindering van drie punten, omdat de club zich niet aan de eisen van de KNVB hield en men in de tweede seizoenshelft in financiële problemen raakte. FC Twente eindigde op een tiende plaats in de competitie; in de beker werd de club in de halve finale uitgeschakeld door PEC Zwolle.

## Selectie en technische staf

### Selectie
Dit betreft spelers die in het seizoen 2014/15 en na de eerste officiële wedstrijd op 9 augustus 2014 op enig moment deel uitmaakten van de selectie van FC Twente. Dit is dus inclusief spelers die tijdens het seizoen verhuurd of verkocht zijn.
| #  | Naam                | Positie      | Geb. datum | Contract | Contract tot | Vorige club              |
| -- | ------------------- | ------------ | ---------- | -------- | ------------ | ------------------------ |
| 1  | Nick Marsman        | Doelman      | 01-10-1990 | 2011     | 2017         | eigen jeugd              |
| 2  | Cuco Martina        | Verdediger   | 25-09-1989 | 2013     | 2016         | RKC Waalwijk             |
| 3  | Andreas Bjelland    | Verdediger   | 11-07-1988 | 2012     | 2016         | FC Nordsjælland          |
| 4  | Darryl Lachman      | Verdediger   | 11-11-1989 | 2014     | 2017         | PEC Zwolle               |
| 5  | Robbert Schilder    | Verdediger   | 18-04-1986 | 2012     | 2016         | NAC Breda                |
| 7  | Youness Mokhtar     | Aanvaller    | 29-08-1991 | 2013     | 2017         | PEC Zwolle               |
| 8  | Kyle Ebecilio       | Middenvelder | 17-02-1994 | 2013     | 2016         | Arsenal FC               |
| 9  | Torgeir Børven      | Aanvaller    | 03-12-1991 | 2014     | 2018         | Vålerenga IF             |
| 10 | Hakim Ziyech        | Middenvelder | 19-03-1993 | 2014     | 2018         | sc Heerenveen            |
| 11 | Jesús Manuel Corona | Aanvaller    | 06-01-1993 | 2013     | 2017         | CF Monterrey             |
| 14 | Ryo Miyaichi        | Aanvaller    | 14-12-1992 | 2014     | 2015         | Arsenal FC (huur)        |
| 15 | Dico Koppers        | Verdediger   | 31-01-1992 | 2013     | 2015         | AFC Ajax                 |
| 16 | Tim Breukers        | Verdediger   | 04-11-1987 | 2012     | 2015         | Heracles Almelo          |
| 16 | Chris David         | Middenvelder | 06-03-1993 | 2015     | 2015         | Fulham FC                |
| 17 | Rasmus Bengtsson    | Verdediger   | 26-06-1986 | 2010     | 2015         | Hertha BSC               |
| 19 | Shadrach Eghan      | Middenvelder | 04-07-1994 | 2013     | 2017         | eigen jeugd              |
| 20 | Sonny Stevens       | Doelman      | 22-06-1992 | 2013     | 2017         | FC Volendam              |
| 21 | Felipe Gutiérrez    | Middenvelder | 08-10-1990 | 2012     | 2017         | CD Universidad Católica  |
| 22 | Kamohelo Mokotjo    | Middenvelder | 11-03-1993 | 2014     | 2018         | PEC Zwolle               |
| 23 | Joachim Andersen    | Verdediger   | 31-05-1996 | 2014     | 2016         | eigen jeugd              |
| 24 | Orlando Engelaar    | Middenvelder | 24-08-1979 | 2014     | 2015         | Melbourne Heart          |
| 25 | Bilal Ould-Chikh    | Aanvaller    | 28-07-1997 | 2014     | 2016         | eigen jeugd              |
| 26 | Renato Tapia        | Middenvelder | 28-07-1995 | 2014     | 2017         | eigen jeugd              |
| 30 | Luc Castaignos      | Aanvaller    | 27-09-1992 | 2012     | 2016         | FC Internazionale Milano |
| 33 | Kasper Kusk         | Aanvaller    | 10-11-1991 | 2014     | 2018         | Aalborg BK               |
| 34 | Andrej Rendla       | Aanvaller    | 13-10-1990 | 2008     | 2015         | eigen jeugd              |
| 35 | Filip Bednarek      | Doelman      | 26-09-1992 | 2014     | 2015         | eigen jeugd              |
| 36 | Hidde ter Avest     | Verdediger   | 20-05-1997 | 2008     | 2015         | eigen jeugd              |

### Technische staf
| Naam                | Functie           |
| ------------------- | ----------------- |
| Alfred Schreuder    | Hoofdtrainer      |
| Michel Jansen       | Assistent-trainer |
| Youri Mulder        | Assistent-trainer |
| Boudewijn Pahlplatz | Assistent-trainer |
| Kees van Wonderen   | Assistent-trainer |
| Theo Snelders       | Keeperstrainer    |

## Transfers

### Aangetrokken
| Naam             | Vorige club       | Contract per | Contract tot |
| ---------------- | ----------------- | ------------ | ------------ |
| Chris David      | Fulham FC (huur)  | 31-01-2015   | 2015         |
| Orlando Engelaar | Melbourne Heart   | 02-10-2014   | 2015         |
| Kasper Kusk      | Aalborg BK        | 15-07-2014   | 2018         |
| Darryl Lachman   | PEC Zwolle        | 01-07-2014   | 2017         |
| Ryo Miyaichi     | Arsenal FC (huur) | 01-09-2014   | 2015         |
| Kamohelo Mokotjo | PEC Zwolle        | 08-08-2014   | 2018         |
| Hakim Ziyech     | sc Heerenveen     | 18-08-2014   | 2018         |

### Afkomstig uit eigen jeugd
| Naam             | Van            | Contract sinds | Contract tot |
| ---------------- | -------------- | -------------- | ------------ |
| Joachim Andersen | FC Twente A1   | 2013           | 2016         |
| Filip Bednarek   | Jong FC Twente | 2008           | 2015         |
| Bilal Ould-Chikh | FC Twente A1   | 2012           | 2016         |
| Renato Tapia     | Jong FC Twente | 2013           | 2017         |

### Vertrokken
| Naam             | Naar                     | Opmerking                     |
| ---------------- | ------------------------ | ----------------------------- |
| Sander Boschker  | Gestopt                  | Einde contract                |
| Wout Brama       | PEC Zwolle               | Einde contract                |
| Tim Breukers     | Heracles Almelo          | Verhuurd (per 26-1-2015)      |
| Luka Đorđević    | FK Zenit Sint-Petersburg | Einde huurovereenkomst        |
| Daniel Fernandes | APS Panthrakikos         | Verhuurd                      |
| Tim Hölscher     | Chemnitzer FC            | Verhuurd (terug per 1-1-2015) |
| Willem Janssen   | FC Utrecht               | Verkocht                      |
| Joey Pelupessy   | Heracles Almelo          | Verkocht                      |
| Quincy Promes    | Spartak Moskou           | Verkocht                      |
| Roberto Rosales  | Málaga CF                | Einde contract                |
| Dušan Tadić      | Southampton FC           | Verkocht                      |
| Peter Wisgerhof  | Gestopt                  | Einde contract                |

## Wedstrijdstatistieken

### Oefenduels
| Oefenduel 1 | VV Oldenzaal                        | 1 - 14 (0 - 6)                                                                                  | FC Twente | Selectie FC Twente: |
| zo. 6 juli 2014 Aanvangstijd: 14:00 uur Plaats: Oldenzaal Sportpark De Thij Toeschouwers: 1.500 Scheidsrechter: Eric Braamhaar          | Rob te Nijenhuis 81'                | 0 - 1 0 - 2 0 - 3 0 - 4 0 - 5 0 - 6 0 - 7 0 - 8 0 - 9 0 - 10 0 - 11 0 - 12 1 - 12 1 - 13 1 - 14 | 8' Youness Mokhtar 19' Torgeir Børven 30' Torgeir Børven 32' Quincy Promes 37' Shadrach Eghan 40' Shadrach Eghan 50' Renato Tapia 55' Luc Castaignos (p.) 58' Bilal Ould-Chikh 70' Merlin Schütte 73' Luc Castaignos 77' Tim Hölscher 86' Merlin Schütte 90' Tim Hölscher | OPSTELLING EERSTE HELFT: Marsman - Martina, Lachman, Bjelland, Koppers - Brama, Ebecilio, Eghan - Promes, Børven, Mokhtar OPSTELLING TWEEDE HELFT: Stevens - Breukers, Andersen, Bengtsson, Bijen - Tapia, Soumaoro, Hölscher - Ould-Chikh, Castaignos, Schütte |
| |                                     |                                                                                                 | | |
| Oefenduel 2 | Vechtdal selectie                   | 0 - 14 (0 - 3)                                                                                  | FC Twente | Selectie FC Twente: |
| do. 10 juli 2014 Aanvangstijd: 19:00 uur Plaats: Bergentheim Sportpark Moscou Toeschouwers: .... Scheidsrechter: Jeroen Sanders         |                                     | 0 - 1 0 - 2 0 - 3 0 - 4 0 - 5 0 - 6 0 - 7 0 - 8 0 - 9 0 - 10 0 - 11 0 - 12 0 - 13 0 - 14        | 2' Tim Hölscher 15' Torgeir Børven 28' Tim Hölscher 46' Merlin Schütte 48' Tim Hölscher 57' Alvin Daniels 59' Alvin Daniels 77' Alvin Daniels 81' Luc Castaignos 83' Quincy Promes 86' Luc Castaignos 87' Quincy Promes 88' Luc Castaignos 90' Quincy Promes              | BASISOPSTELLING: Bednarek - Breukers, Martina, Lachman, Koppers - Brama, Tanda, Eghan - Mokhtar, Børven, Hölscher WISSELS: 31' Bleker - Tanda 46' Marsman - Bednarek 46' Andersen - Martina 46' Daniels - Mokhtar 46' Schütte - Eghan 65' Kwee - Breukers 65' Bjelland - Andersen 65' Yahaya - Lachman 65' Bijen - Koppers 65' Ebecilio - Brama 65' Promes - Hölscher 65' Tapia - Bleker 65' Castaignos - Børven |
| |                                     |                                                                                                 | | |
| Oefenduel 3 | Twenterand selectie                 | 0 - 10 (0 - 5)                                                                                  | FC Twente | Selectie FC Twente: |
| za. 12 juli 2014 Aanvangstijd: 14:30 uur Plaats: Vriezenveen Sportpark Het Midden Toeschouwers: .... Scheidsrechter: Raymond Meilink    |                                     | 0 - 1 0 - 2 0 - 3 0 - 4 0 - 5 0 - 6 0 - 7 0 - 8 0 - 9 0 - 10                                    | 7' Youness Mokhtar 9' Quincy Promes 18' Youness Mokhtar 20' Quincy Promes 25' Luc Castaignos 57' Quincy Promes 68' Merlin Schütte 76' Tim Hölscher 79' Tim Hölscher 81' Alvin Daniels                                                                                     | BASISOPSTELLING: Stevens - Martina, Andersen, Bjelland, Bijen - Ebecilio, Promes, Tapia - Mokhtar, Castaignos, Ould-Chikh WISSELS: 46' Bednarek - Stevens 46' Eghan - Mokhtar 61' Breukers - Martina 61' Lachman - Bjelland 61' Brama - Andersen 61' Koppers - Bijen 61' Bleker - Ebecilio 61' Tanda - Tapia 61' Daniels - Promes 61' Hölscher - Castaignos 61' Schütte - Ould-Chikh                             |
| |                                     |                                                                                                 | | |
| Oefenduel 4 | SV Meppen                           | 0 - 1 (0 - 1)                                                                                   | FC Twente | Selectie FC Twente: |
| wo. 16 juli 2014 Aanvangstijd: 14:30 uur Plaats: Meppen Hänsch-Arena Toeschouwers: 0 Scheidsrechter: ...                                |                                     | 0 - 1                                                                                           | 38' Torgeir Børven | BASISOPSTELLING: Stevens - Breukers, Bengtsson, Andersen, Schilder - Brama, Hölscher, Bleker - Schütte, Børven, Ould-Chikh WISSELS: 70' Martina - Breukers 70' Bjelland - Bengtsson 70' Lachman - Andersen 70' Koppers - Schilder 70' Ebecilio - Brama 70' Promes - Hölscher 70' Tapia - Bleker 70' Mokhtar - Schütte 70' Castaignos - Børven 70' Daniels - Ould-Chikh                                           |
| - De wedstrijd werd zonder publiek achter gesloten deuren afgewerkt.                                                                    |                                     |                                                                                                 | | |
| Oefenduel 5 | FC Emmen                            | 1 - 2 (0 - 1)                                                                                   | FC Twente | Selectie FC Twente: |
| za. 19 juli 2014 Aanvangstijd: 15:00 uur Plaats: Veenoord Sportpark Veenoord Toeschouwers: 500 Scheidsrechter: Tom Koekoek              | Alexander Bannink 59'               | 0 - 1 1 - 1 1 - 2                                                                               | 28' Kasper Kusk 85' Wout Brama | BASISOPSTELLING: Marsman - Martina, Lachman, Bjelland, Koppers - Ebecilio, Promes, Tapia - Kusk, Castaignos, Mokhtar WISSELS: 65' Bleker - Tapia 76' Breukers - Martina 76' Schilder - Lachman 76' Andersen - Bjelland 76' Schütte - Koppers 76' Brama - Ebecilio 76' Hölscher - Promes 76' Ould-Chikh - Castaignos 76' Børven - Castaignos 76' Daniels - Mokhtar                                                |
| |                                     |                                                                                                 | | |
| Oefenduel 6 | FC Twente                           | 0 - 0                                                                                           | Konyaspor | Selectie FC Twente: |
| wo. 23 juli 2014 Aanvangstijd: 19:00 uur Plaats: Beckum Sportpark De Kruudnhof Toeschouwers: 1.200 Scheidsrechter: Eric Braamhaar       |                                     |                                                                                                 | | BASISOPSTELLING: Stevens - Breukers, Martina, Bjelland, Koppers - Ebecilio, Promes, Schilder - Kusk, Castaignos, Mokhtar WISSELS: 46' Lachman - Bjelland 46' Ould-Chikh - Kusk 46' Børven - Mokhtar 62' Tapia - Schilder 74' Andersen - Breukers 79' Brama - Ebecilio 79' Hölscher - Castaignos 79' Schütte - Promes 82' Bleker - Martina                                                                        |
| |                                     |                                                                                                 | | |
| Oefenduel 7 | FC Twente                           | 2 - 0 (1 - 0)                                                                                   | Sporting Lissabon | Selectie FC Twente: |
| ma. 28 juli 2014 Aanvangstijd: 19:00 uur Plaats: Vriezenveen Sportpark Het Midden Toeschouwers: ... Scheidsrechter: Reinold Wiedemeijer | Luc Castaignos 5' Quincy Promes 90' | 1 - 0 2 - 0                                                                                     | | BASISOPSTELLING: Marsman - Breukers, Martina, Bjelland, Koppers - Ebecilio, Promes, Schilder - Kusk, Castaignos, Mokhtar RESERVEBANK: Stevens, Lachman, Andersen, Bleker, Brama, Tapia, Hölscher, Børven, Ould-Chikh WISSELS: 70' Lachman - Bjelland 70' Børven - Kusk 70' Ould-Chikh - Mokhtar 70' Tapia - Schilder                                                                                             |
| - Maurício (Sporting Lissabon) werd na twee keer een gele kaart van het veld gestuurd.                                                  |                                     |                                                                                                 | | |
| Oefenduel 8 | FC Twente                           | 1 - 4 (0 - 1)                                                                                   | Borussia Mönchengladbach | Selectie FC Twente: |
| za. 2 augustus 2014 Aanvangstijd: 19:30 uur Plaats: Enschede De Grolsch Veste Toeschouwers: 5.900 Scheidsrechter: Pol van Boekel        | Torgeir Børven 68'                  | 0 - 1 0 - 2 0 - 3 1 - 3 1 - 4                                                                   | 27' Branimir Hrgota 48' Håvard Nordtveit 63' Max Kruse 78' Ibrahima Traoré | BASISOPSTELLING: Marsman - Breukers, Martina, Bjelland, Koppers - Ebecilio, Promes, Schilder - Kusk, Castaignos, Mokhtar RESERVEBANK: Stevens, Bengtsson, Lachman, Andersen, Tapia, Hölscher, Børven, Ould-Chikh WISSELS: 64' Børven - Kusk 64' Ould-Chikh - Mokhtar 72' Tapia - Schilder 81' Lachman - Breukers                                                                                                 |
| |                                     |                                                                                                 | | |
| Oefenduel 9 | FC Twente                           | 3 - 2 (1 - 0)                                                                                   | SC Cambuur | Selectie FC Twente: |
| di. 18 november 2014 Aanvangstijd: 14:30 uur Plaats: Hengelo FC Twente-trainingscentrum Toeschouwers: n.v.t. Scheidsrechter: ....       | Kasper Kusk Torgeir Børven          | 1 - 0 2 - 0 3 - 0 3 - 1 3 - 2                                                                   | Martijn Barto | OPSTELLING EERSTE HELFT: Marsman - Breukers, Bengtsson, Lachman, Schilder - Ebecilio, Ziyech, Mokotjo - Kusk, Castaignos, Mokhtar OPSTELLING TWEEDE HELFT: Plattel - Breukers, Lachman, Bijen, Koppers - Engelaar, Oosterwijk, Tapia - Kusk, Børven, Miyaichi |
| |                                     |                                                                                                 | | |
| |                                     |                                                                                                 | | |

### Eredivisie
| 1e speelronde | SC Cambuur                                                                    | 1 - 1 (1 - 0)                       | FC Twente                                                                                      | Selectie FC Twente: |
| za. 9 augustus 2014 Aanvangstijd: 19:45 uur Plaats: Leeuwarden Cambuurstadion Toeschouwers: 9.669 Scheidsrechter: Ed Janssen | Albert Rusnák 13'                                                             | 1 - 0 1 - 1                         | 88' Youness Mokhtar                                                                            | BASISOPSTELLING: Marsman - Breukers, Martina , Lachman, Koppers - Ebecilio, Castaignos, Schilder - Kusk, Børven, Mokhtar RESERVEBANK: Stevens, Andersen, Tapia, Mokotjo, Hölscher, Corona, Ould-Chikh WISSELS: 46' Mokotjo - Schilder 71' Ould-Chikh - Kusk 80' Tapia - Lachman                  |
| - Afwezig: Bjelland, Gutiérrez, Eghan (allen geblesseerd), Bengtsson (niet fit). - Assists: Ebecilio - Kusk, Lachman, Mokotjo en Tapia maakten hun debuut voor FC Twente. |                                                                               |                                     |                                                                                                | |
| 2e speelronde | FC Twente                                                                     | 2 - 2 (1 - 0)                       | ADO Den Haag                                                                                   | Selectie FC Twente: |
| za. 16 augustus 2014 Aanvangstijd: 19:45 uur Plaats: Enschede De Grolsch Veste Toeschouwers: 28.500 Scheidsrechter: Reinold Wiedemeijer | Kamohelo Mokotjo 45' Shadrach Eghan 86'                                       | 1 - 0 1 - 1 1 - 2 2 - 2             | 54' Roland Alberg (p) 77' Mike van Duinen                                                      | BASISOPSTELLING: Marsman - Martina , Bengtsson, Lachman, Koppers - Ebecilio, Hölscher, Mokotjo - Kusk, Castaignos, Mokhtar RESERVEBANK: Stevens, Breukers, Andersen, Schilder, Eghan, Ould-Chikh, Børven WISSELS: 66' Eghan - Hölscher 82' Ould-Chikh - Mokhtar 82' Børven - Bengtsson           |
| - Afwezig: Bjelland, Gutiérrez, Corona, Tapia (allen geblesseerd) - Gele kaart: Mokhtar (41'), Bengtsson (54') - Assists: Ebecilio |                                                                               |                                     |                                                                                                | |
| 3e speelronde | NAC Breda                                                                     | 1 - 1 (0 - 1)                       | FC Twente                                                                                      | Selectie FC Twente: |
| zo. 24 augustus 2014 Aanvangstijd: 14:30 uur Plaats: Breda Rat Verlegh Stadion Toeschouwers: 17.700 Scheidsrechter: Danny Makkelie | Adnane Tighadouini (p) 90'                                                    | 0 - 1 1 - 1                         | 17' Luc Castaignos                                                                             | BASISOPSTELLING: Marsman - Martina, Lachman, Bjelland , Koppers - Ebecilio, Ziyech, Mokotjo - Kusk, Castaignos, Mokhtar RESERVEBANK: Stevens, Breukers, Bengtsson, Schilder, Eghan, Ould-Chikh, Børven WISSELS: 48' Børven - Castaignos 60' Bengtsson - Kusk 70' Breukers - Ziyech               |
| - Afwezig: Gutiérrez, Tapia (beiden geblesseerd) - Andreas Bjelland kreeg een rode kaart na twee gele kaarten (27', 55') - Gele kaart: Marsman (90'), Breukers (90') - Assists: Ziyech |                                                                               |                                     |                                                                                                | |
| 4e speelronde | FC Twente                                                                     | 0 - 0                               | Feyenoord                                                                                      | Selectie FC Twente: |
| zo. 31 augustus 2014 Aanvangstijd: 16:45 uur Plaats: Enschede De Grolsch Veste Toeschouwers: 28.900 Scheidsrechter: Richard Liesveld |                                                                               |                                     |                                                                                                | BASISOPSTELLING: Marsman - Martina , Lachman, Bengtsson, Koppers - Ebecilio, Ziyech, Mokotjo - Kusk, Castaignos, Mokhtar RESERVEBANK: Stevens, Breukers, Andersen, Schilder, Eghan, Ould-Chikh, Børven WISSELS: 46' Breukers - Lachman 69' Eghan - Mokhtar 79' Ould-Chikh - Kusk                 |
| - Afwezig: Gutiérrez, Tapia (beiden geblesseerd), Bjelland (geschorst) - Gele kaart: Martina (33'), Ebecilio (67') - Mitchell te Vrede miste namens Feyenoord in de 34e minuut een strafschop - Inclusief twee Europese wedstrijden speelde FC Twente de eerste zes wedstrijden van het seizoen 2014/15 gelijk |                                                                               |                                     |                                                                                                | |
| 5e speelronde | FC Twente                                                                     | 2 - 1 (2 - 1)                       | Go Ahead Eagles                                                                                | Selectie FC Twente: |
| za. 13 september 2014 Aanvangstijd: 18:30 uur Plaats: Enschede De Grolsch Veste Toeschouwers: 27.500 Scheidsrechter: Tom van Sichem | Luc Castaignos 4' Jesús Corona 31'                                            | 1 - 0 1 - 1 2 - 1                   | 21' Marnix Kolder                                                                              | BASISOPSTELLING: Marsman - Martina, Lachman, Bjelland , Schilder - Ebecilio, Ziyech, Mokotjo - Corona, Castaignos, Mokhtar RESERVEBANK: Stevens, Breukers, Bengtsson, Koppers, Eghan, Miyaichi, Børven WISSELS: 46' Bengtsson - Lachman 69' Miyaichi - Mokhtar 84' Eghan - Corona                |
| - Afwezig: Gutiérrez, Tapia, Kusk (allen geblesseerd) - Gele kaart: Ziyech (60'), Eghan (86') - Assists: Corona, Lachman - Luc Castaignos miste namens FC Twente in de 48e minuut een strafschop - Ryo Miyaichi maakte met een invalbeurt zijn debuut voor FC Twente |                                                                               |                                     |                                                                                                | |
| 6e speelronde | Heracles Almelo                                                               | 1 - 4 (1 - 3)                       | FC Twente                                                                                      | Selectie FC Twente: |
| zo. 21 september 2014 Aanvangstijd: 12:30 uur Plaats: Almelo Polman Stadion Toeschouwers: 8.422 Scheidsrechter: Serdar Gözübüyük | Wout Weghorst 16'                                                             | 1 - 0 1 - 1 1 - 2 1 - 3 1 - 4       | 24' Luc Castaignos 43' Luc Castaignos 44' Hakim Ziyech 74' Youness Mokhtar                     | BASISOPSTELLING: Marsman - Martina, Bengtsson, Bjelland , Schilder - Ebecilio, Ziyech, Mokotjo - Corona, Castaignos, Miyaichi RESERVEBANK: Stevens, Breukers, Lachman, Koppers, Eghan, Mokhtar, Børven WISSELS: 68' Mokhtar - Miyaichi 73' Breukers - Bengtsson 80' Eghan - Ziyech               |
| - Afwezig: Gutiérrez, Tapia, Kusk (allen geblesseerd) - Assists: Corona, Mokotojo (2x) |                                                                               |                                     |                                                                                                | |
| 7e speelronde | FC Twente                                                                     | 3 - 1 (1 - 0)                       | FC Utrecht                                                                                     | Selectie FC Twente: |
| zo. 28 september 2014 Aanvangstijd: 14:30 uur Plaats: Enschede De Grolsch Veste Toeschouwers: 27.500 Scheidsrechter: Danny Makkelie | Kyle Ebecilio 5' Christian Kum (e.d.) 64' Luc Castaignos 90'                  | 1 - 0 2 - 0 2 - 1 3 - 1             | 71' Yassin Ayoub                                                                               | BASISOPSTELLING: Marsman - Martina, Bengtsson, Bjelland , Schilder - Ebecilio, Ziyech, Mokotjo - Corona, Castaignos, Miyaichi RESERVEBANK: Stevens, Breukers, Lachman, Koppers, Eghan, Mokhtar, Børven WISSELS: 53' Mokhtar - Miyaichi 69' Koppers - Schilder 85' Børven - Corona                |
| - Afwezig: Gutiérrez, Tapia, Kusk (allen geblesseerd) - Gele kaart: Corona (13'), Bjelland (45') - Assists: Mokotojo - Yassin Ayoub van FC Utrecht kreeg in de 89e minuut een rode kaart na twee gele kaarten. |                                                                               |                                     |                                                                                                | |
| 8e speelronde | AZ                                                                            | 2 - 2 (1 - 0)                       | FC Twente                                                                                      | Selectie FC Twente: |
| zo. 5 oktober 2014 Aanvangstijd: 14:30 uur Plaats: Alkmaar AFAS Stadion Toeschouwers: 15.333 Scheidsrechter: Reinold Wiedemeijer | Robert Mühren 28' Muamer Tanković 85'                                         | 1 - 0 1 - 1 1 - 2 2 - 2             | 55' Kyle Ebecilio 59' Hakim Ziyech                                                             | BASISOPSTELLING: Marsman - Martina, Bengtsson, Bjelland , Schilder - Ebecilio, Ziyech, Mokotjo - Corona, Castaignos, Mokhtar RESERVEBANK: Stevens, Breukers, Lachman, Koppers, Engelaar, Miyaichi, Børven WISSELS: 59' Miyaichi - Mokhtar                                                        |
| - Afwezig: Gutiérrez, Tapia, Kusk (allen geblesseerd) - Gele kaart: Bjelland (57'), Marsman (83'), Bengtsson (90') - Assists: Ziyech, Mokotojo |                                                                               |                                     |                                                                                                | |
| 9e speelronde | FC Twente                                                                     | 1 - 1 (1 - 0)                       | AFC Ajax                                                                                       | Selectie FC Twente: |
| za. 18 oktober 2014 Aanvangstijd: 20:45 uur Plaats: Enschede De Grolsch Veste Toeschouwers: 30.000 Scheidsrechter: Pol van Boekel | Jesús Manuel Corona 17'                                                       | 1 - 0 1 - 1                         | 71' Kolbeinn Sigthórsson                                                                       | BASISOPSTELLING: Marsman - Martina, Bengtsson, Bjelland , Schilder - Ebecilio, Ziyech, Mokotjo - Corona, Castaignos, Miyaichi RESERVEBANK: Stevens, Breukers, Koppers, Engelaar, Kusk, Mokhtar, Børven WISSELS: 46' Mokhtar - Corona 62' Kusk - Miyaichi 88' Engelaar - Ziyech                   |
| - Afwezig: Gutiérrez, Tapia (geblesseerd) - Gele kaart: Castaignos (56') - Assists: Martina |                                                                               |                                     |                                                                                                | |
| 10e speelronde | SBV Excelsior                                                                 | 2 - 1 (1 - 1)                       | FC Twente                                                                                      | Selectie FC Twente: |
| zo. 26 oktober 2014 Aanvangstijd: 16:45 uur Plaats: Rotterdam Stadion Woudestein Toeschouwers: 3.600 Scheidsrechter: Tom van Sichem | Tom van Weert 17' Jeff Stans 68'                                              | 0 - 1 1 - 1 2 - 1                   | 2' Luc Castaignos                                                                              | BASISOPSTELLING: Marsman - Breukers, Martina , Bengtsson, Schilder - Ebecilio, Ziyech, Mokotjo - Corona, Castaignos, Miyaichi RESERVEBANK: Stevens, Lachman, Koppers, Engelaar, Kusk, Mokhtar, Børven WISSELS: 57' Kusk - Miyaichi 76' Mokhtar - Bengtsson 84' Engelaar - Ebecilio               |
| - Afwezig: Bjelland, Eghan, Gutiérrez, Tapia (geblesseerd) - Assists: Ziyech |                                                                               |                                     |                                                                                                | |
| 11e speelronde | FC Twente                                                                     | 2 - 0 (0 - 0)                       | sc Heerenveen                                                                                  | Selectie FC Twente: |
| za. 1 november 2014 Aanvangstijd: 19:45 uur Plaats: Enschede De Grolsch Veste Toeschouwers: 29.400 Scheidsrechter: Serdar Gözübüyük | Rasmus Bengtsson 67' Youness Mokhtar 72'                                      | 1 - 0 2 - 0                         |                                                                                                | BASISOPSTELLING: Marsman - Martina , Lachman, Bengtsson, Schilder - Ebecilio, Ziyech, Mokotjo - Corona, Castaignos, Miyaichi RESERVEBANK: Stevens, Bjelland, Koppers, Engelaar, Kusk, Mokhtar, Børven WISSELS: 66' Mokhtar - Miyaichi 85' Børven - Ziyech 89' Engelaar - Mokotjo                 |
| - Afwezig: Eghan, Gutiérrez, Tapia (geblesseerd) - Assists: Schilder |                                                                               |                                     |                                                                                                | |
| 12e speelronde | FC Dordrecht                                                                  | 0 - 4 (0 - 4)                       | FC Twente                                                                                      | Selectie FC Twente: |
| zo. 9 november 2014 Aanvangstijd: 14:30 uur Plaats: Dordrecht Riwal Hoogwerkers Stadion Toeschouwers: 3.678 Scheidsrechter: Kevin Blom |                                                                               | 0 - 1 0 - 2 0 - 3 0 - 4             | 9' Hakim Ziyech 20' Andreas Bjelland 25' Funso Ojo (e.d.) 44' Youness Mokhtar                  | BASISOPSTELLING: Marsman - Martina, Bengtsson, Bjelland , Schilder - Ebecilio, Ziyech, Mokotjo - Corona, Castaignos, Mokhtar RESERVEBANK: Stevens, Lachman, Koppers, Engelaar, Kusk, Børven, Miyaichi WISSELS: 29' Lachman - Bengtsson 75' Kusk - Ebecilio 79' Børven - Castaignos               |
| - Afwezig: Eghan, Gutiérrez (geblesseerd) - Assists: Ziyech - Ilias Haddad van FC Dordrecht kreeg in de 26e minuut een rode kaart. |                                                                               |                                     |                                                                                                | |
| 13e speelronde | PEC Zwolle                                                                    | 1 - 2 (1 - 1)                       | FC Twente                                                                                      | Selectie FC Twente: |
| zo. 23 november 2014 Aanvangstijd: 14:30 uur Plaats: Zwolle IJsseldelta Stadion Toeschouwers: 12.500 Scheidsrechter: Pol van Boekel | Ryan Thomas 28'                                                               | 1 - 0 1 - 1 1 - 2                   | 39' Luc Castaignos 80' Luc Castaignos                                                          | BASISOPSTELLING: Marsman - Martina, Bengtsson, Bjelland , Schilder - Ebecilio, Ziyech, Mokotjo - Corona, Castaignos, Mokhtar RESERVEBANK: Stevens, Lachman, Koppers, Tapia, Kusk, Børven, Miyaichi WISSELS: 81' Kusk - Mokhtar 87' Tapia - Corona                                                |
| - Afwezig: Eghan, Engelaar, Gutiérrez (geblesseerd) - Gele kaart: Kusk (84') - Assists: Bjelland, Corona |                                                                               |                                     |                                                                                                | |
| 14e speelronde | FC Twente                                                                     | 1 - 2 (0 - 2)                       | FC Groningen                                                                                   | Selectie FC Twente: |
| zo. 30 november 2014 Aanvangstijd: 14:30 uur Plaats: Enschede De Grolsch Veste Toeschouwers: 29.600 Scheidsrechter: Reinold Wiedemeijer | Luc Castaignos 88'                                                            | 0 - 1 0 - 2 1 - 2                   | 19' Michael de Leeuw 27' Tjaronn Chery                                                         | BASISOPSTELLING: Marsman - Martina, Bengtsson, Bjelland , Schilder - Ebecilio, Ziyech, Mokotjo - Corona, Castaignos, Mokhtar RESERVEBANK: Stevens, Lachman, Koppers, Tapia, Kusk, Børven, Ould-Chikh WISSELS: 46' Børven - Mokhtar 70' Ould-Chikh - Bengtsson 84' Tapia - Ebecilio               |
| - Afwezig: Eghan, Engelaar, Gutiérrez (geblesseerd) - Gele kaarten: Schilder (48'), Ziyech (49'), Castaignos (90'), Bjelland (90') - Assists: Bjelland - Danny Hoesen van FC Groningen kreeg in de 81e minuut een rode kaart. - Met het verlies kwam een einde aan een reeks van 27 thuiswedstrijden waarin niet verloren werd. |                                                                               |                                     |                                                                                                | |
| 15e speelronde | SBV Vitesse                                                                   | 2 - 2 (2 - 1)                       | FC Twente                                                                                      | Selectie FC Twente: |
| zo. 7 december 2014 Aanvangstijd: 16:45 uur Plaats: Arnhem GelreDome Toeschouwers: 15.894 Scheidsrechter: Richard Liesveld | Marko Vejinović 17' Jan-Arie van der Heijden 34'                              | 1 - 0 1 - 1 2 - 1 2 - 2             | 33' Jesús Manuel Corona 50' Hakim Ziyech (p)                                                   | BASISOPSTELLING: Marsman - Martina, Bengtsson, Bjelland , Schilder - Ebecilio, Ziyech, Mokotjo - Corona, Børven, Mokhtar RESERVEBANK: Stevens, Lachman, Koppers, Engelaar, Kusk, Oosterwijk, Ould-Chikh WISSELS: 61' Lachman - Martina 76' Engelaar - Ebecilio 90' Oosterwijk - Børven           |
| - Afwezig: Castaignos, Eghan, Gutiérrez (geblesseerd) - Assists: Mokhtar - Gele kaarten: Martina (36'), Bengtsson (77'), Mokotjo (82') - Davy Pröpper van Vitesse kreeg in de 49e minuut een rode kaart. - Jari Oosterwijk maakte zijn debuut voor FC Twente. |                                                                               |                                     |                                                                                                | |
| 16e speelronde | PSV                                                                           | 2 - 0 (2 - 0)                       | FC Twente                                                                                      | Selectie FC Twente: |
| zo. 14 december 2014 Aanvangstijd: 14:30 uur Plaats: Eindhoven Philips Stadion Toeschouwers: 33.000 Scheidsrechter: Kevin Blom | Luuk de Jong 21' Georginio Wijnaldum 45'                                      | 1 - 0 2 - 0                         |                                                                                                | BASISOPSTELLING: Stevens - Martina, Bengtsson, Bjelland , Schilder - Ebecilio, Ziyech, Mokotjo - Corona, Børven, Mokhtar RESERVEBANK: Marsman, Lachman, Koppers, Engelaar, Tapia, Miyaichi, Ould-Chikh WISSELS: 60' Ould-Chikh - Mokhtar 61' Engelaar - Børven 83' Miyaichi - Ebecilio           |
| - Afwezig: Castaignos, Eghan, Gutiérrez (geblesseerd) - Gele kaarten: Bjelland (25'), Martina (36'), Ziyech (74') |                                                                               |                                     |                                                                                                | |
| 17e speelronde | FC Twente                                                                     | 3 - 2 (1 - 1)                       | Willem II                                                                                      | Selectie FC Twente: |
| zo. 21 december 2014 Aanvangstijd: 16:45 uur Plaats: Enschede De Grolsch Veste Toeschouwers: 28.200 Scheidsrechter: Jochem Kamphuis | Youness Mokhtar 12' Andreas Bjelland 90' Torgeir Børven 90'                   | 1 - 0 1 - 1 1 - 2 2 - 2 3 - 2       | 31' Ali Messaoud 72' Robbie Haemhouts                                                          | BASISOPSTELLING: Stevens - Martina, Lachman, Bjelland , Schilder - Mokotjo, Ziyech, Engelaar - Ould-Chikh, Corona, Mokhtar RESERVEBANK: Marsman, Ter Avest, Koppers, Tapia, Kusk, Børven, Miyaichi WISSELS: 73' Tapia - Mokotjo 76' Børven - Engelaar 78' Kusk - Ould-Chikh                      |
| - Afwezig: Bengtsson, Castaignos, Eghan, Gutiérrez (geblesseerd) - Assists: Mokotjo, Corona, Mokhtar - Gele kaarten: Corona (70') - Renato Tapia kreeg in de 81e minuut een rode kaart na een tackle op Samuel Armenteros. |                                                                               |                                     |                                                                                                | |
| 18e speelronde | Feyenoord                                                                     | 3 - 1 (1 - 0)                       | FC Twente                                                                                      | Selectie FC Twente: |
| zo. 18 januari 2015 Aanvangstijd: 14:30 uur Plaats: Rotterdam Stadion Feijenoord Toeschouwers: 46.000 Scheidsrechter: Pol van Boekel | Lex Immers 37' Jens Toornstra 59' Jean-Paul Boëtius 62'                       | 1 - 0 1 - 1 2 - 1 3 - 1             | 51' Orlando Engelaar                                                                           | BASISOPSTELLING: Stevens - Martina, Lachman, Bengtsson, Bjelland , Schilder - Mokotjo, Ziyech, Engelaar - Corona, Castaignos RESERVEBANK: Marsman, Andersen, Koppers, Ebecilio, Ould-Chikh, Børven, Mokhtar WISSELS: 73' Ould-Chikh - Engelaar 73' Mokhtar - Bengtsson 83' Børven - Corona       |
| - Afwezig: Eghan, Gutiérrez (geblesseerd), Tapia (geschorst) - Assists: – - Gele kaarten: Lachman (81') - FC Twente speelde in een 5-3-2-opstelling. |                                                                               |                                     |                                                                                                | |
| 19e speelronde | FC Twente                                                                     | 2 - 0 (0 - 0)                       | Heracles Almelo                                                                                | Selectie FC Twente: |
| vrij. 23 januari 2015 Aanvangstijd: 20:00 uur Plaats: Enschede De Grolsch Veste Toeschouwers: 28.800 Scheidsrechter: Tom van Sichem | Jesús Manuel Corona 62' Bilal Ould-Chikh 88'                                  | 1 - 0 2 - 0                         |                                                                                                | BASISOPSTELLING: Stevens - Martina, Lachman, Bengtsson, Bjelland , Schilder - Mokotjo, Ziyech, Engelaar - Corona, Castaignos RESERVEBANK: WISSELS: 46' Tapia - Engelaar 63' Ould-Chikh - Bengtsson 76' Børven - Corona                                                                           |
| - Afwezig: Eghan, Gutiérrez (geblesseerd) - Assists: Mokotjo - Gele kaarten: – |                                                                               |                                     |                                                                                                | |
| 20e speelronde | FC Twente                                                                     | 2 - 1 (0 - 0)                       | SC Cambuur                                                                                     | Selectie FC Twente: |
| za. 31 januari 2015 Aanvangstijd: 20:45 uur Plaats: Enschede De Grolsch Veste Toeschouwers: 28.100 Scheidsrechter: Richard Liesveld | Renato Tapia 57' Kyle Ebecilio 90'                                            | 1 - 0 1 - 1 2 - 1                   | 73' Martijn Barto                                                                              | BASISOPSTELLING: Stevens - Martina, Lachman, Bjelland , Schilder - Mokotjo, Ziyech, Tapia - Corona, Castaignos, Mokhtar RESERVEBANK: Marsman, Bengtsson, Koppers, Ebecilio, Engelaar, Ould-Chikh, Børven WISSELS: 76' Ould-Chikh - Corona 85' Ebecilio - Tapia 86' Børven - Mokhtar              |
| - Afwezig: Eghan, Gutiérrez (geblesseerd) - Assists: Ziyech, Bjelland - Gele kaarten: Mokotjo (53') |                                                                               |                                     |                                                                                                | |
| 21e speelronde | ADO Den Haag                                                                  | 2 - 0 (1 - 0)                       | FC Twente                                                                                      | Selectie FC Twente: |
| za. 4 februari 2015 Aanvangstijd: 18:30 uur Plaats: Den Haag Kyocera Stadion Toeschouwers: 12.998 Scheidsrechter: Pieter Vink | Oleksandr Jakovenko 13' Roland Alberg (p) 90'                                 | 1 - 0 2 - 0                         |                                                                                                | BASISOPSTELLING: Stevens - Martina, Lachman, Bjelland , Schilder - Mokotjo, Ziyech, Tapia - Corona, Castaignos, Mokhtar RESERVEBANK: Marsman, Bengtsson, Koppers, Ebecilio, Engelaar, Ould-Chikh, Børven WISSELS: 66' Ould-Chikh - Mokhtar 66' Ebecilio - Tapia 79' Børven - Corona              |
| - Afwezig: Eghan, Gutiérrez (geblesseerd) - Assists: – - Gele kaarten: Tapia (38'), Castaignos (44') |                                                                               |                                     |                                                                                                | |
| 22e speelronde | FC Twente                                                                     | 1 - 3 (1 - 1)                       | SBV Excelsior                                                                                  | Selectie FC Twente: |
| za. 7 februari 2015 Aanvangstijd: 18:45 uur Plaats: Enschede De Grolsch Veste Toeschouwers: 27.500 Scheidsrechter: Dennis Higler | Jesús Manuel Corona 28'                                                       | 0 - 1 1 - 1 1 - 2 1 - 3             | 22' Jeff Stans 51' Daan Bovenberg 86' Kevin Vermeulen                                          | BASISOPSTELLING: Stevens - Ter Avest, Lachman, Bjelland , Schilder - Mokotjo, Ziyech, Tapia - Corona, Castaignos, Mokhtar RESERVEBANK: Marsman, Bengtsson, Koppers, Engelaar, Ould-Chikh, Børven, Miyaichi WISSELS: 59' Ould-Chikh - Mokhtar 71' Børven - Mokotjo 79' Engelaar - Ter Avest       |
| - Afwezig: Eghan, Gutiérrez, Martina (geblesseerd), Ebecilio (ziek) - Assists: Mokhtar - Gele kaarten: Stevens (20') |                                                                               |                                     |                                                                                                | |
| 23e speelronde | AFC Ajax                                                                      | 4 - 2 (2 - 1)                       | FC Twente                                                                                      | Selectie FC Twente: |
| zo. 15 februari 2015 Aanvangstijd: 16:45 uur Plaats: Amsterdam Amsterdam ArenA Toeschouwers: 49.874 Scheidsrechter: Serdar Gözübüyük | Nick Viergever 11' Riechedly Bazoer 15' Ricardo Kishna 68' Ricardo Kishna 75' | 0 - 1 1 - 1 2 - 1 2 - 2 3 - 2 4 - 2 | 6' Jesús Manuel Corona 50' Hakim Ziyech                                                        | BASISOPSTELLING: Stevens - Ter Avest, Lachman, Bjelland , Schilder - Mokotjo, Ziyech, Tapia - Ould-Chikh, Castaignos, Corona RESERVEBANK: Marsman, Bengtsson, Koppers, Engelaar, Ebecilio, Ould-Chikh, Børven WISSELS: 65' Mokhtar - Ould-Chikh 76' Ebecilio - Ter Avest 90' Børven - Mokotjo    |
| - Afwezig: Eghan, Gutiérrez, Martina (geblesseerd) - Assists: Ziyech - Gele kaarten: Bjelland (39') |                                                                               |                                     |                                                                                                | |
| 24e speelronde | FC Twente                                                                     | 1 - 2 (0 - 1)                       | SBV Vitesse                                                                                    | Selectie FC Twente: |
| zo. 22 februari 2015 Aanvangstijd: 14:30 uur Plaats: Enschede De Grolsch Veste Toeschouwers: 27.600 Scheidsrechter: Danny Makkelie | Jesús Manuel Corona 82'                                                       | 0 - 1 1 - 1 1 - 2                   | 17' Zakaria Labyad 90' Valeri Kazaisjvili                                                      | BASISOPSTELLING: Stevens - Ter Avest, Martina , Tapia, Schilder - Mokotjo, Corona, Ziyech - Ould-Chikh, Castaignos, Mokhtar RESERVEBANK: Bednarek, Andersen, Koppers, David, Engelaar, Eghan, Børven WISSELS: 60' David - Ould-Chikh 74' Eghan - Ter Avest                                       |
| - Afwezig: Bengtsson, Gutiérrez, Marsman (geblesseerd), Bjelland (geschorst) - Assists: Ziyech - Gele kaarten: Corona (7') - FC Twente verloor voor de vierde achtereenvolgende keer. - Chris David maakte zijn debuut voor FC Twente. |                                                                               |                                     |                                                                                                | |
| 25e speelronde | FC Twente                                                                     | 1 - 1 (1 - 0)                       | NAC Breda                                                                                      | Selectie FC Twente: |
| za. 28 februari 2015 Aanvangstijd: 19:45 uur Plaats: Enschede De Grolsch Veste Toeschouwers: 27.100 Scheidsrechter: Jochem Kamphuis | Luc Castaignos 5'                                                             | 1 - 0 1 - 1                         | 88' Erik Falkenburg                                                                            | BASISOPSTELLING: Stevens - Ter Avest, Martina, Bjelland , Schilder - Mokotjo, Ziyech, Tapia - Corona, Castaignos, Mokhtar RESERVEBANK: Marsman, Koppers, David, Engelaar, Eghan, Børven, Ould-Chikh WISSELS: 75' David - Ter Avest 84' Børven - Mokhtar                                          |
| - Afwezig: Bengtsson, Gutiérrez (geblesseerd) - Assists: Ziyech - Gele kaarten: – |                                                                               |                                     |                                                                                                | |
| 26e speelronde | Willem II                                                                     | 2 - 2 (2 - 1)                       | FC Twente                                                                                      | Selectie FC Twente: |
| vrij. 6 maart 2015 Aanvangstijd: 20:00 uur Plaats: Tilburg Koning Willem II-stadion Toeschouwers: 13.450 Scheidsrechter: Reinold Wiedemeijer | Jerson Cabral 19' Jerson Cabral 23'                                           | 1 - 0 2 - 0 2 - 1 2 - 2             | 45' Hakim Ziyech 53' Hakim Ziyech                                                              | BASISOPSTELLING: Stevens - Ter Avest, Martina, Bjelland , Schilder - Mokotjo, Tapia, Engelaar - Ziyech, Castaignos, Mokhtar RESERVEBANK: Marsman, Andersen, Koppers, Ebecilio, Eghan, Børven, Miyaichi WISSELS: 70' Andersen - Ter Avest 77' Ebecilio - Mokotjo                                  |
| - Afwezig: Bengtsson, Corona, Gutiérrez (geblesseerd) - Assists: Mokhtar - Gele kaarten: Martina (80'), Bjelland (84') - In de week voorafgaand aan deze wedstrijd kreeg FC Twente drie punten in mindering van de KNVB wegens financiële problemen. - Joachim Andersen maakte met een invalbeurt zijn debuut voor FC Twente. - Cabral, door FC Twente verhuurd aan Willem II, scoorde twee keer tegen zijn werkgever; zijn eerste doelpunten in de Eredivisie sinds mei 2012. |                                                                               |                                     |                                                                                                | |
| 27e speelronde | FC Twente                                                                     | 2 - 0 (0 - 0)                       | PEC Zwolle                                                                                     | Selectie FC Twente: |
| za. 14 maart 2015 Aanvangstijd: 18:30 uur Plaats: Enschede De Grolsch Veste Toeschouwers: 28.900 Scheidsrechter: Ed Janssen | Renato Tapia 77' Hakim Ziyech 82'                                             | 1 - 0 2 - 0                         |                                                                                                | BASISOPSTELLING: Stevens - Ter Avest, Martina, Bjelland , Schilder - Mokotjo, Tapia, Ebecilio - Ziyech, Castaignos, Corona RESERVEBANK: Marsman, Andersen, Koppers, Eghan, Børven, Mokhtar, Ould-Chikh WISSELS: 29' Andersen - Bjelland 45' Mokhtar - Castaignos 86' Børven - Tapia              |
| - Afwezig: Bengtsson, Engelaar, Gutiérrez (geblesseerd) - Assists: Ziyech - Gele kaarten: – - Na vier verloren wedstrijden en twee gelijke spelen haalde FC Twente weer eens drie punten binnen |                                                                               |                                     |                                                                                                | |
| 28e speelronde | FC Groningen                                                                  | 2 - 2 (1 - 1)                       | FC Twente                                                                                      | Selectie FC Twente: |
| zo. 22 maart 2015 Aanvangstijd: 14:30 uur Plaats: Groningen Euroborg Toeschouwers: 20.171 Scheidsrechter: Kevin Blom | Lorenzo Burnet 23' Mimoun Mahi 80'                                            | 0 - 1 1 - 1 1 - 2 2 - 2             | 12' Renato Tapia 58' Joachim Andersen                                                          | BASISOPSTELLING: Marsman - Ter Avest, Martina , Andersen, Schilder - Mokotjo, Tapia, Ebecilio - Ziyech, Corona, Mokhtar RESERVEBANK: Drommel, Koppers, Van der Heyden, Eghan, Kusk, Børven, Ould-Chikh WISSELS: 63' Børven - Ter Avest 79' Eghan - Corona 83' Koppers - Ebecilio                 |
| - Afwezig: Bengtsson, Bjelland, Castaignos, Engelaar, Gutiérrez (geblesseerd), Stevens (ziek) - Assists: Ziyech - Gele kaarten: Ziyech (35'), Tapia (65'), Mokhtar (69'), Mokotjo (77'), Ebecilio (82') |                                                                               |                                     |                                                                                                | |
| 29e speelronde | FC Twente                                                                     | 0 - 5 (0 - 3)                       | PSV                                                                                            | Selectie FC Twente: |
| za. 4 april 2015 Aanvangstijd: 20:45 uur Plaats: Enschede De Grolsch Veste Toeschouwers: 29.900 Scheidsrechter: Richard Liesveld |                                                                               | 0 - 1 0 - 2 0 - 3 0 - 4 0 - 5       | 28' Luuk de Jong 34' Jeffrey Bruma 45' Georginio Wijnaldum 75' Memphis Depay 78' Memphis Depay | BASISOPSTELLING: Stevens - Martina , Bijen, Andersen, Schilder - Ebecilio, Mokhtar, Mokotjo - Kusk, Eghan, Miyaichi RESERVEBANK: Marsman, Ter Avest, Koppers, Van der Heyden, Tapia, Gutiérrez, Ould-Chikh WISSELS: 62' Van der Heyden - Mokhtar 63' Ould-Chikh - Eghan 76' Gutiérrez - Ebecilio |
| - Afwezig: Bjelland, Børven, Castaignos, Corona, Engelaar (geblesseerd), Ziyech (geschorst) - Assists: – - Gele kaarten: – - Peet Bijen en Jelle van der Heyden maakten hun debuut voor FC Twente. - De nederlaag was de grootste sinds 16 augustus 1992, toen Feyenoord eveneens met 5-0 in Enschede won. |                                                                               |                                     |                                                                                                | |
| 30e speelronde | Go Ahead Eagles                                                               | 1 - 3 (1 - 2)                       | FC Twente                                                                                      | Selectie FC Twente: |
| zo. 12 april 2015 Aanvangstijd: 14:30 uur Plaats: Deventer De Adelaarshorst Toeschouwers: 7.703 Scheidsrechter: Dennis Higler | Wesley Verhoek 23'                                                            | 1 - 0 1 - 1 1 - 2 1 - 3             | 28' Hakim Ziyech (p) 38' Renato Tapia 51' Renato Tapia                                         | BASISOPSTELLING: Marsman - Martina, Bjelland , Andersen, Koppers - Tapia, Ziyech, Mokotjo - Ould-Chikh, Børven, Mokhtar RESERVEBANK: Bednarek, Ter Avest, Schilder, Ebecilio, Gutiérrez, Eghan, Castaignos WISSELS: 60' Gutiérrez - Ziyech 71' Castaignos - Ould-Chikh 90' Ebecilio - Børven     |
| - Afwezig: Corona, Engelaar, Stevens (geblesseerd) - Assists: Ziyech (2x) - Gele kaarten: Andersen (80') - In de week voorafgaand aan deze wedstrijd kreeg FC Twente opnieuw drie punten in mindering van de KNVB wegens financiële problemen. |                                                                               |                                     |                                                                                                | |
| 31e speelronde | FC Utrecht                                                                    | 1 - 0 (0 - 0)                       | FC Twente                                                                                      | Selectie FC Twente: |
| zo. 19 april 2015 Aanvangstijd: 16:45 uur Plaats: Utrecht Stadion Galgenwaard Toeschouwers: 17.200 Scheidsrechter: Ed Janssen | Sébastien Haller 55'                                                          | 1 - 0                               |                                                                                                | BASISOPSTELLING: Marsman - Martina, Bjelland , Andersen, Schilder - Tapia, Ziyech, Mokotjo - Corona, Castaignos, Mokhtar RESERVEBANK: Bednarek, Ter Avest, Børven, Ebecilio, Gutiérrez, Eghan, Koppers WISSELS: 66' Gutiérrez - Mokhtar 78' Eghan - Andersen 84' Børven - Corona                 |
| - Afwezig: Engelaar, Stevens (geblesseerd) - Assists: - Gele kaarten: Schilder (73') |                                                                               |                                     |                                                                                                | |
| 32e speelronde | FC Twente                                                                     | 0 - 2 (0 - 2)                       | AZ                                                                                             | Selectie FC Twente: |
| zo. 26 april 2015 Aanvangstijd: 16:45 uur Plaats: Enschede De Grolsch Veste Toeschouwers: 29.600 Scheidsrechter: Kevin Blom |                                                                               | 0 - 1 0 - 2                         | 11' Wesley Hoedt 38' Aron Jóhannsson                                                           | BASISOPSTELLING: Marsman - Ter Avest, Bjelland , Andersen, Schilder - Tapia, Gutiérrez, Mokotjo - Corona, Castaignos, Ziyech RESERVEBANK: Bednarek, Martina, Børven, Ebecilio, Mokhtar, Eghan, Koppers WISSELS: 29' Martina - Andersen 61' Eghan - Gutiérrez 82' Børven - Castaignos             |
| - Afwezig: Stevens, Engelaar (geblesseerd) - Assists: - Gele kaarten: Castaignos (18') |                                                                               |                                     |                                                                                                | |
| 33e speelronde | FC Twente                                                                     | 3 - 0 (0 - 0)                       | FC Dordrecht                                                                                   | Selectie FC Twente: |
| zo. 10 mei 2015 Aanvangstijd: 14:30 uur Plaats: Enschede De Grolsch Veste Toeschouwers: 27.700 Scheidsrechter: Serdar Gözübüyük | Jesús Manuel Corona 57' Andreas Bjelland 74' Jesús Manuel Corona 87'          | 1 - 0 2 - 0 3 - 0                   |                                                                                                | BASISOPSTELLING: Marsman - Ter Avest, Bjelland , Martina, Schilder - Ebecilio, Ziyech, Gutiérrez - Corona, Castaignos, Mokhtar RESERVEBANK: Bednarek, Andersen, Miyaichi, Engelaar, Eghan, Koppers WISSELS: 40' Eghan - Castaignos 75' Koppers - Ter Avest 81' Miyaichi - Mokhtar                |
| - Afwezig: Stevens, Børven, Tapia (geblesseerd) - Assists: Ziyech (3x) - Gele kaarten: |                                                                               |                                     |                                                                                                | |
| 34e speelronde | sc Heerenveen                                                                 | 1- 3 (1 - 0)                        | FC Twente                                                                                      | Selectie FC Twente: |
| zo. 17 mei 2015 Aanvangstijd: 14:30 uur Plaats: Heerenveen Abe Lenstra Stadion Toeschouwers: .... Scheidsrechter: .... |                                                                               |                                     |                                                                                                | BASISOPSTELLING: RESERVEBANK: WISSELS: |
| - Afwezig: - Assists: - Gele kaarten: |                                                                               |                                     |                                                                                                | |
| |                                                                               |                                     |                                                                                                | |

### KNVB beker
| 2e ronde | Achilles '29                                                                    | 1 - 3 (0 - 2)                       | FC Twente                                                                           | Selectie FC Twente: |
| do. 25 september 2014 Aanvangstijd: 18:30 uur Plaats: Groesbeek Sportpark De Heikant Toeschouwers: 2.532 Scheidsrechter: Pieter Vink | Thijs Hendriks 89'                                                              | 0 - 1 0 - 2 0 - 3 1 - 3             | 11' Youness Mokhtar 13' Luc Castaignos 66' Luc Castaignos                           | BASISOPSTELLING: Stevens - Martina, Bengtsson, Bjelland , Koppers - Ebecilio, Ziyech, Mokotjo - Corona, Castaignos, Mokhtar RESERVEBANK: Marsman, Breukers, Lachman, Schilder, Eghan, Miyaichi, Børven WISSELS: 59' Miyaichi - Corona 72' Schilder - Mokotjo 78' Eghan - Ziyech              |
| - Afwezig: Gutiérrez, Tapia, Kusk (allen geblesseerd) - Assists: Mokotojo, Ziyech - Sonny Stevens maakte zijn debuut voor FC Twente. |                                                                                 |                                     |                                                                                     | |
| 3e ronde | Go Ahead Eagles                                                                 | 0 - 0 n.v.                          | FC Twente                                                                           | Selectie FC Twente: |
| wo. 29 oktober 2014 Aanvangstijd: 20:45 uur Plaats: Deventer De Adelaarshorst Toeschouwers: 6.554 Scheidsrechter: Richard Liesveld | Jop van der Linden Sjoerd Overgoor Sven Nieuwpoort Sander Duits Alex Schalk     | TWE w.n.s. (4 - 5)                  | Youness Mokhtar Hakim Ziyech Kasper Kusk Robbert Schilder Orlando Engelaar          | BASISOPSTELLING: Stevens - Martina , Lachman, Bengtsson, Koppers - Ebecilio, Ziyech, Mokotjo - Corona, Castaignos, Mokhtar RESERVEBANK: Marsman, Breukers, Schilder, Engelaar, Kusk, Miyaichi, Børven WISSELS: 61' Kusk - Corona 71' Engelaar - Ebecilio 97' Schilder - Koppers              |
| - Afwezig: Bjelland, Eghan, Gutiérrez, Tapia (allen geblesseerd) - Gele kaarten: Corona (34'), Bengtsson (63'), Lachman (77') - Xandro Schenk van Go Ahead Eagles kreeg in de 55e minuut een rode kaart na twee keer geel.                                                                                        |                                                                                 |                                     |                                                                                     | |
| 4e ronde | BV De Graafschap                                                                | 2 - 4 (1 - 2)                       | FC Twente                                                                           | Selectie FC Twente: |
| wo. 17 december 2014 Aanvangstijd: 18:30 uur Plaats: Doetinchem Stadion De Vijverberg Toeschouwers: 8.154 Scheidsrechter: Siemen Mulder | Vincent Vermeij 11' Andreas Bjelland (ed) 79'                                   | 1 - 0 1 - 1 1 - 2 1 - 3 1 - 4 2 - 4 | 40' Jesús Manuel Corona 45' Hakim Ziyech 61' Jesús Manuel Corona 69' Hakim Ziyech   | BASISOPSTELLING: Stevens - Martina, Lachman, Bjelland , Koppers - Engelaar, Ziyech, Mokotjo - Ould-Chikh, Corona, Mokhtar RESERVEBANK: Marsman, Ter Avest, Schilder, Tapia, Kusk, Miyaichi, Børven WISSELS: 66' Kusk - Ould-Chikh 73' Tapia - Corona 78' Ter Avest - Engelaar                |
| - Afwezig: Castaignos, Bengtsson, Eghan, Gutiérrez (allen geblesseerd) - Gele kaarten: Stevens (43') - Assists: Ziyech, Mokhtar, Martina, Kusk - Hidde ter Avest maakte met een invalbeurt zijn debuut voor FC Twente.                                                                                            |                                                                                 |                                     |                                                                                     | |
| Kwartfinale | FC Twente                                                                       | 3 - 0 (2 - 0)                       | AZ                                                                                  | Selectie FC Twente: |
| di. 27 januari 2015 Aanvangstijd: 20:45 uur Plaats: Enschede De Grolsch Veste Toeschouwers: 18.600 Scheidsrechter: Kevin Blom | Luc Castaignos 24' Hakim Ziyech 44' Hakim Ziyech 62'                            | 1 - 0 2 - 0 3 - 0                   |                                                                                     | BASISOPSTELLING: Stevens - Martina, Lachman, Bjelland , Schilder - Tapia, Ziyech, Mokotjo - Corona, Castaignos, Mokhtar RESERVEBANK: Marsman, Bengtsson, Koppers, Engelaar, Ebecilio, Børven, Ould-Chikh WISSELS: 72' Ould-Chikh - Corona 77' Engelaar - Tapia 82' Børven - Ziyech           |
| - Afwezig: Eghan, Gutiérrez (geblesseerd) - Assists: Ziyech, Mokotjo, Corona |                                                                                 |                                     |                                                                                     | |
| Halve finale | FC Twente                                                                       | 1 - 1 n.v. (1 - 1) (0 - 0)          | PEC Zwolle                                                                          | Selectie FC Twente: |
| di. 7 april 2015 Aanvangstijd: 20:00 uur Plaats: Enschede De Grolsch Veste Toeschouwers: 30.000 Scheidsrechter: Danny Makkelie | Youness Mokhtar 87' Youness Mokhtar Kyle Ebecilio Renato Tapia Robbert Schilder | 0 - 1 1 - 1 PEC w.n.s. (2 - 4)      | 82' Wout Brama Stef Nijland Thomas Lam Jody Lukoki Maikel van der Werff Tomáš Necid | BASISOPSTELLING: Stevens - Ter Avest, Martina , Andersen, Schilder - Ebecilio, Tapia, Mokotjo - Ziyech, Castaignos, Mokhtar RESERVEBANK: Marsman, Bjelland, Koppers, Eghan, Gutiérrez, Børven, Ould-Chikh WISSELS: 38' Marsman - Stevens 77' Bjelland - Ter Avest 91' Gutiérrez - Castaignos |
| - Afwezig: Corona, Engelaar (geblesseerd) - Gele kaart: Ziyech (42'), Ebecilio (56'), Tapia (72'), Mokotjo (80'), Bjelland (89') - Assists: – - Door de nederlaag was FC Twente uitgeschakeld en ging PEC Zwolle naar de finale, waarin het met 2 - 0 van FC Groningen, dat voor het eerst de beker won, verloor. |                                                                                 |                                     |                                                                                     | |
| |                                                                                 |                                     |                                                                                     | |

### Europa League
| play-off ronde | FK Qarabağ         | 0 - 0         | FC Twente         | Selectie FC Twente: |
| do. 21 augustus 2014 Aanvangstijd: 18:00 uur Plaats: Bakoe Tofikh Bakhramovstadion Toeschouwers: 28.000 Scheidsrechter: Manuel Gräfe                                            |                    |               |                   | BASISOPSTELLING: Marsman - Martina , Lachman, Bengtsson, Schilder - Ebecilio, Ziyech, Mokotjo - Kusk, Castaignos, Mokhtar RESERVEBANK: Stevens, Breukers, Andersen, Koppers, Eghan, Hölscher, Børven WISSELS: 69' Hölscher - Kusk 77' Eghan - Ziyech 90' Børven - Castaignos      |
| - Afwezig: Bjelland, Gutiérrez, Tapia (allen geblesseerd) - Gele kaarten: Castaignos (35'), Kusk (45'), Hölscher (87') - Hakim Ziyech maakte zijn debuut voor FC Twente.        |                    |               |                   | |
| play-off ronde | FC Twente          | 1 - 1 (1 - 0) | FK Qarabağ        | Selectie FC Twente: |
| do. 28 augustus 2014 Aanvangstijd: 20:00 uur Plaats: Enschede De Grolsch Veste Toeschouwers: 20.200 Scheidsrechter: Paolo Mazzoleni                                             | Luc Castaignos 37' | 1 - 0 1 - 1   | 51' Muarem Muarem | BASISOPSTELLING: Marsman - Martina, Lachman, Bjelland , Schilder - Ebecilio, Ziyech, Mokotjo - Kusk, Castaignos, Mokhtar RESERVEBANK: Stevens, Breukers, Bengtsson, Koppers, Eghan, Ould-Chikh, Børven WISSELS: 64' Eghan - Ebecilio 79' Børven - Ziyech 90' Ould-Chikh - Mokhtar |
| - Afwezig: Gutiérrez, Tapia (beiden geblesseerd) - FC Twente plaatste zich door de twee gelijke spelen tegen Qarabağ niet voor de groepsfase van de UEFA Europa League 2014/15. |                    |               |                   | |
| |                    |               |                   | |

## Jong FC Twente
Jong FC Twente komt in het seizoen 2014/15 voor het tweede jaar uit in de Eerste divisie.
Trainer van het beloftenteam is net als in het voorgaande seizoen Jan Zoutman. Hij wordt geassisteerd door Frank Tempelman.